# Microsoft Word
Мајкрософт ворд (енгл. Microsoft Word) је програм за обраду текста, у оквиру програмског пакета Microsoft Office.
Microsoft Word је типа визивиг (енгл. wysiwyg - What You See Is What You Get - „Шта видиш то и добијеш“), што значи да програм већ у току саме обраде текста приказује како ће исти изгледати када се буде одштампао.

## Историја
Прво издање овог програма је било 2. маја 1983. године, за оперативни систем МС-ДОС. Ово издање није било добро прихваћено међу корисницима, већ су коришћени програми попут Ворд перфектa. Успешном маркетиншком кампањом, међутим, као и непрестаним развојем, Microsoft Word је касније успио да потисне своју конкуренцију и данас представља универзални програм за обраду текста присутан на скоро сваком рачунару са оперативним системом Windows.

## Преносивост
Људи који не користе Microsoft Office често имају проблема са Word-овим документима, јер су широко распрострањени. Многи програми попут Абиворда, Опен офиса и других имају посебне могућности увожења и извожења Вордових докумената кроз специјалне филтере, да би њихови корисници могли посредно да користе и ове документе. Штавише, направљена је посебна библиотека у јави, која омогућава читање Word-ових бинарних датотека. Већина ових могућности је постигнута користећи реверзни инжењеринг, јер опис Word-ових докумената није доступан за јавност. У посљедњих 10 година, Microsoft је обезбиједио и бесплатне програме за прегледање Word-ових докумената.

## Прилагодљивост
Као и други алати Microsoft Office, Word може бити обликован тако да одговара конкретних корисничким потребама. Такође, могуће је додавати му и нове могућности, користећи једноставан језик макроа, који се првобитно звао Вордбејсик (енгл. WordBasic) али је послије промијенио име у „Вижуал бејсик за апликације“ (енгл. Visual Basic for applications). Међутим, ово омогућава да се сместе и вируси у документе.

## Формати Word-ових докумената
Формати Word-ових докумената у његовим различитим верзијама се тек непримјетно разликују. Уколико сачувате документ у новијој верзији Word-а, то не мора да значи да ћете га моћи прегледати у некој његовој старијој верзији, углавном јер садржи неку особину коју његове старије верзије не подржавају. Формат документа Word 97 је отворен за јавност, док су све његове касније верзије чуване тајним, доступне само пословним партнерима Microsoft-а, владама одређених држава и одређеним установама.